# Kung Fu Panda: la leyenda de Po
Kung Fu Panda: la leyenda de Po (originalmente en inglés: Kung Fu Panda: Legends of Awesomeness) es una serie de animación por computadora basada en la película de DreamWorks Animation Kung Fu Panda. La serie comenzó a transmitirse en Nickelodeon el 7 de noviembre del 2011. El show sigue la historia de Po, quien hace diferentes aventuras y grandes misiones para llegar ser el mejor Guerrero Dragón. Nickelodeon confirmó la serie en el año 2010, pero su estreno oficial fue en 2011. Tiene tres temporadas, con un total de 80 episodios. Dos adelantos especiales previos salieron el 19 de septiembre de 2011, y el segundo salió el 21 de octubre de 2011. Su estreno oficial fue el 7 de noviembre de 2011.

## Producción
Nickelodeon declaró tener "grandes planes para el programa", dando a la serie un adicional de 26 episodios, sumando un total de 52. Estos se harán en Dreamworks Animation SKG utilizando la generada por el mismo ordenador y proceso que la película original, con Po en el papel principal. En la actualidad, no es oficial y títulos de los episodios y muchas parcelas se han anunciado. Sin embargo, una pasante en Nickelodeon Animation Studios visitó y mostró el resultado de los estudios de grabación y más tarde en blogs que parecía que los episodios no están escritas exclusivamente por el valor de comedia, sino que se han basado en un argumento de la historia similar a las películas.

## Sinopsis
La serie cuenta las aventuras del Maestro Po, como entrena, protege, lucha, enseña, aprende, tropieza, habla demasiado, y también como lleva a cabo su nueva vida de héroe en el Valle de la Paz. Ahora en el cuartel con los Cinco Furiosos, Po deberá afrontar muchas nuevas responsabilidades, sus muchos nuevos y viejos adversarios, muchas libras en la educación continua y las aventuras del Guerrero Dragón también. Po tiene que luchar contra diferentes villanos para mostrarle al mundo sus destrezas y salvarlos del mal y así mantener en alto que él es el mejor "Guerrero Dragón".

## Personajes
- Po: Un panda que suele meterse en problemas pero con la ayuda de sus amigos siempre sale adelante.
- Shifu: Un panda rojo, que entrena a po, para convertirlo en el guerrero dragón.
- Tigresa: Es la más fría de todos los guerreros, pero su actitud feroz guarda un gran corazón.
- Mono: El más flexible y abierto de los 5 guerreros, un bromista y carismático siempre alado de po.
- Víbora: La más rápida y disciplinada de los 5 furiosos, es muy cercana a Shifu y es la que mejor comprende a Po, es muy sensible.
- Mantis: El más pequeño de los 5 guerreros, aunque eso no le impide ser un gran luchador.
- Grulla: Este es el más habilidoso de los 5 guerreros, con su habilidad de volar vence a todos.
- Sr. Ping: Un ganso, es el padre adoptivo de Po, ya que el lo encontró en un cajón de rábanos, la historia está inspirada en mi, tiene un restaurante de fideos en el pueblo de Po, el cual es muy simpático.

## Reparto

### Elenco
- Mick Wingert como Po.
- Fred Tatasciore como Maestro Shifu.
- Kari Wahlgren como  Tigresa.
- James Sie como Mono.
- Lucy Liu como Víbora.
- Max Koch como Mantis.
- Amir Talai como  Grulla.
- James Hong como Sr. Ping (Padre de Po).

### Voces adicionales
- Kari Wahlgren como la Princesa Mei Li.
- John DiMaggio como Fung.
- Mick Wingert como Zeng.
- Lynn Milgrim como Escorpión.
- Kevin Michael Richardson como Temutai.
- Diedrich Bader como Hundun.
- Jeff Bennett como Tong Fo.
- Simon Helberg como Bian Zao.
- Wayne Knight como Jong Sung Jai Kai Chow.
- Randall Duk Kim como Maestro Oogway.
- Danny Cooksey como Peng.
- Malcolm McDowell como el Padre de Shifu.
- Stephen Root como Maestro Junjie.
- Wallace Shawn como Taotie.
- Lauren Tom como Song / Bai Li.
- James Sie como Maestro Chao.
- Paul Rugg como Maestro Yao.
- Jim Cummings como Lidong.

### Doblaje para Hispanoamérica
- Alfredo Gabriel Basurto como  Po.
- Octavio Rojas como Maestro Shifu.
- Erica Edwards como  Tigresa.
- Juan Alfonso Carralero como  Mono.
- Moisés Iván Mora como  Grulla.
- Raúl Anaya como  Mantis.
- Liliana Barba como  Víbora.
- Ismael Castro como Sr. Ping (Padre de Po).
- José Luis Orozco como Fung.
- Gabriela Guzmán como Escorpión.
- Esteban Siller como Oogway.
- Rolando de Castro como Taotie.
- Salvador Reyes como Hundun.
- Miguel Ángel Ghigliazza como Temutai.
- Pedro D'Aguillón Jr. como Maestro Chao.
- Armando Coria como Maestro Yao.
- Enrique Cervantes como Maestro Junjie.
- Mario Castañeda como Tong Fo.

## Episodios
| Temporada | Temporada | Episodios | USA                      | USA                 | Latinoamérica           | Latinoamérica            | España                  | España               |
| Temporada | Temporada | Episodios | Comienzo                 | Final               | Comienzo                | Final                    | Comienzo                | Final                |
| --------- | --------- | --------- | ------------------------ | ------------------- | ----------------------- | ------------------------ | ----------------------- | -------------------- |
|           | 1         | 26        | 19 de septiembre de 2011 | 5 de abril de 2012  | 23 de noviembre de 2011 | 14 de septiembre de 2012 | 25 de noviembre de 2011 | 25 de enero de 2013  |
|           | 2         | 26        | 6 de abril de 2012       | 21 de junio de 2013 | 10 de octubre de 2012   | 23 de enero de 2014      | 31 de octubre de 2012   | 11 de agosto de 2014 |
|           | 3         | 28        | 24 de junio de 2013      | 29 de junio de 2016 | 17 de enero de 2013     | 15 de enero de 2015      | 12 de agosto de 2014    | —                    |

## Desarrollo
La partitura musical del espectáculo es realizado por the Track Team. Además, Sifu Kisu era el consultor de artes marciales para el programa en la serie Avatar: The Last Airbender.

## Media
Kung Fu Panda: Legends of Awesomeness también participó en Nickelodeon para renovar a su temporada de dibujos animados en la televisión. Como promoción inicial, Maestro Po, fue ofrecido en un bumper de Nickelodeon con todos los personajes de la serie (que seria renovada) en 2011. El 23 de julio, se mostró un adelanto exclusivo en la demostración en San Diego Comic-Con 2011, con los productores y miembros de la voz presente en el panel. Un adelanto del episodio fue lanzado para el DVD / Blu-ray con Kung Fu Panda 2 el 13 de diciembre de 2011. Además, se emitieron dos episodios preestreno, emitidos el 19 de septiembre de 2011 y el 21 de octubre de 2011 antes del estreno oficial de la serie.

## Recepción
Kung Fu Panda: Legends of Awesomeness ha recibido bastante críticas positiva variadas. Mary McNamara de Los Angeles Times lo llamó "un espectáculo que no va a conducir a todos los adultos al alcance del oído como absolutamente locos. Y en estos días, que ya es decir algo". Kevin McFarland de The AV Club, dijo que el espectáculo "arranca de los elementos que hizo la película original como una sorpresa, dejando tras de sí un derivado, cargado de un espectáculo para niños que recicla elementos morales adecuadamente, pero es de otra manera diferente de un sinnúmero de otros programas "y" no es un programa que está destinado a ser la vanguardia o al original, sólo ligero entretenimiento, que es .... Esto no va a perjudicar a los niños, pero no va a impresionar a cualquiera." Luego que terminó por dar al espectáculo una puntuación C.

## Premios y nominaciones
| Año  | Premio                  | Categoría                                                                 | Nominación | Resultado |
| ---- | ----------------------- | ------------------------------------------------------------------------- | --- | --------- |
| 2012 | Annie Awards            | Best Television Production Children                                       | Kung Fu Panda: Legends of Awesomeness | Nominado  |
| 2012 | Annie Awards            | Character Animation in a Television Production                            | Micheal Franceschi | Nominado  |
| 2012 | Annie Awards            | Directing in a Television Production                                      | Gabe Swarr | Nominado  |
| 2012 | Annie Awards            | Editing in a Television Production                                        | Hugo Morales, Davrick Waltjen, Adam Arnold, Otto Ferrene | Nominado  |
| 2012 | Kids Choice Awards 2012 | Caricatura Favorita                                                       | Kung Fu Panda: Legends of Awesomeness | Nominado  |
| 2012 | Daytime Emmy Awards     | Outstanding Sound Editing - Animation                                     | Joe Pizzulo, Paulette Lifton, James Lifton, Benjamin Wynn, Jeremy Zuckerman, Rob McIntryre, Anna Adams, Jason Stiff, Molly Minus, Matt Hall, Andrew Ing, Roberto Dominguez Alegría, Aran Tanchum, Chris Gresham & Lawrence Reyes. | Ganador   |
| 2012 | Daytime Emmy Awards     | Outstanding Sound Mixing - Animation                                      | Justin Brinsfield, Matt Corey and Thomas J. Maydeck | Ganador   |
| 2012 | Daytime Emmy Awards     | Outstanding Casting for an Animated Series                                | Sarah Noonan & Meredith Layne | Ganador   |
| 2012 | Daytime Emmy Awards     | Outstanding Individual in Animation                                       | Joel Fajnor | Ganador   |
| 2013 | Daytime Emmy Awards     | Outstanding Animated Program                                              | Kung Fu Panda: Legends of Awesomeness | Ganador   |
| 2013 | Daytime Emmy Awards     | Outstanding Directing in an Animated Program                              | Kung Fu Panda: Legends of Awesomeness | Nominado  |
| 2013 | Daytime Emmy Awards     | Outstanding Individual in Animation                                       | Joel Fajnor, "Kung Fu Day Care" | Ganador   |
| 2013 | Daytime Emmy Awards     | Outstanding Individual in Animation                                       | Bill Dely, "Kung Shoes" | Ganador   |
| 2013 | Daytime Emmy Awards     | Outstanding Sound Editing - Animation                                     | Joe Pizzulo, Gary Falcone, Jeremy Zuckerman, Benjamin Wynn, Rob McIntyre, Anna Adams, Marc Schmidt, Andrew Ing, Jessey Drake, Roberto Dominguez Alegira, and Cynthia Merrill                                                      | Nominados |
| 2013 | Daytime Emmy Awards     | Outstanding Sound Mixing - Animation                                      | Justin Brinsfield, Tom Maydeck, Rob McIntrye | Nominados |
| 2013 | Daytime Emmy Awards     | Outstanding Writing in Animation                                          | Peter Hastings, Doug Langdale, Gene Grillo, Paul Rugg, Kevin Seccia, and Scott Kreamer | Nominados |
| 2014 | Annie Awards            | Best Animated TV/Broadcast Production For Children’s Audience             | Kung Fu Panda: Legends of Awesomeness | Pendiente |
| 2014 | Annie Awards            | Outstanding Achievement, Writing in an Animated TV/Broadcast Production   | Katie Mattila -Kung Fu Panda: Legends of Awesomeness | Pendiente |
| 2014 | Annie Awards            | Outstanding Achievement, Editorial in an Animated TV/Broadcast Production | Adam Arnold, Hugo Morales, Davrick Waltjen - Kung Fu Panda: Legends of Awesomeness - | Pendiente |